# Gradimir Smudja
Gradimir Smudja est un peintre, dessinateur et scénariste de bande dessinée, né en juillet 1956 à Novi Sad en Yougoslavie. 

## Biographie
Gradimir Smudja a suivi les cours de l'Académie des Arts de l'Académie serbe des sciences et des arts (Belgrade), puis il peint et devient caricaturiste dans un journal. Il a également travaillé pour des musées en Allemagne et quelques galeries en Suisse et en Italie. 
Il quitte son pays en 1982 contestant le régime politique en place et émigre vers la Suisse. Là, il officie en tant que peintre pour un galeriste en reproduisant à l'identique les toiles des grands maîtres de l'impressionnisme. Éclectique, il réalise des copies, travaille sur toile, sur bois et il réalise des caricatures avant de trouver un poste de professeur de dessin à Lucques en Italie où il vit désormais,. 
Dans Vincent et Van Gogh, Gradimir Smudja imite certaines des toiles de Van Gogh. 
Pour la technique, Gradimir Smudja emploie l'aquarelle sur papier. En janvier 2004, « Le Bordel des Muses » aborde un autre peintre : Toulouse-Lautrec avec une technique différente, l'aquarelle sur toile. « Le fil de l'Art d'Ariane », autre œuvre de Gradimir Smudja, est déroulé par une petite fille, accompagnée de son chat dans cette œuvre,. 

## Publications
- Vincent et Van Gogh, Delcourt

1. Vincent et Van Gogh, 2003[6].
2. Trois Lunes, 2010.

- Le Cabaret des muses, Delcourt

1. Au Moulin-Rouge, 2004.
2. Mimi & Henri, 2005.
3. Allez, Darling, 2007.
4. Darling, pour toujours, 2008.

- Le Grimoire du petit peuple, scénario de Pierre Dubois (collectif)

1. Le crépuscule, 2004.

- Sky-Doll (Collection), scénario de Alessandro Barbucci et Barbara Canepa (collectif), Soleil Productions

1. Spaceship Collection, 2007.

- Bob Dylan revisited, (one shot, collectif), Delcourt, 2008.

- Au fil de l'art, avec au scénario sa fille Ivana, Delcourt

1. Volume 1, 2012.
2. Volume 2, 2015.

- Mausart, avec au scénario Thierry Joor, Delcourt

1. Tome 1, 2018
2. Tome 2, Mausart à Venise, 2019

- Jesse Owens - Des miles et des miles, Futuropolis, 2024.

## Distinctions
- 2015 : Meilleur graphisme au Festival de Solliès-Ville pour La chasse au trésor - Une aventure de la famille Passiflore, Delcourt